# Iračko-saudijska granica
Granica Iraka i Saudijske Arabije duga je 811 km i proteže se od tromeđe s Jordanom na zapadu do tromeđe s Kuvajtom na istoku.

## Opis
Granica započinje na zapadu, na tromeđi s Jordanom, a sastoji se od šest ravnih linija široko orijentiranih u smjeru jugoistoka, koje završavaju na tromeđi s Kuvajtom na Wadi Al-Batinu.

## Povijest
Povijesno gledano nije postojala jasno definirana granica u ovom dijelu Arapskog poluotoka; na početku 20. stoljeća Osmansko carstvo kontroliralo je ono što je danas Irak, s područjima južnije koja su se sastojala od labavo organiziranih arapskih grupacija, povremeno formirajući emirate, od kojih su najistaknutiji bili Emirat Nedžd i Hasa kojima je vladala obitelj al-Saud.
Tijekom Prvog svjetskog rata arapska pobuna, podržana od Britanije, uspjela je ukloniti Osmanlije s većine Bliskog istoka. Kao rezultat tajnog anglo-francuskog sporazuma Sykes-Picot iz 1916. godine Britanija je stekla kontrolu nad osmanskim vilajetima Mosula, Bagdada i Basre, koje je organizirala u mandat Iraka 1920. U međuvremenu je Ibn Saud uspio znatno proširiti svoju vlast, proglasivši na kraju Kraljevinu Saudijsku Arabiju 1932.
U prosincu 1922. Percy Cox, britanski visoki povjerenik u Iraku, sastao se s ibn Saudom i potpisao Uqairsku konvenciju, kojim su definirane granice Saudijske Arabije s Kuvajtom i Irakom. Tako stvorena granica malo se razlikovala od moderne granice, sa saudijskim "kinkom" u dijelu srednjeg juga. Također je stvorena iračko-saudijska neutralna zona, neposredno zapadno od Kuvajta. Ova je granica potvrđena sporazumom iz Bahre iz studenog 1925.
Saudijsko-iračka neutralna zona podijeljena je 1975., a konačni sporazum o granici potpisan je 1981. koji je također 'izgladio' saudijsku izlomljenu granični crtu. Detalji ovog sporazuma nisu otkriveni sve do 1991. godine kada je Saudijska Arabija deponirala sporazume u Ujedinjenim narodima nakon Zaljevskog rata. Zaljevski rat ozbiljno je zaoštrio odnose između dviju zemalja; Irak je ispalio projektile Scud na saudijski teritorij i također prekršio granicu između Kuvajta i Saudijske Arabije.

### Barijera
U travnju 2006., dok je Irak doživljavao visoku razinu sektaškog nasilja, Saudijska Arabija je počela raspisivati natječaje za izgradnju granične barijere u obliku ograde duž granice u pokušaju da spriječi da se nasilje u Iraku prelije na njezin teritorij. Predložena je ograda duga oko 900 km duž izolirane sjeverne pustinjske granice Saudijske Arabije s Irakom. Bio je to dio većeg paketa izgradnje ograde kako bi se osiguralo svih 6.500 km saudijske granice. To bi nadopunilo postojeću 7 metara visoku pješčanu bermu koja se proteže uz granicu, ispred koje se nalazi 8-kilometarski dio ničije zemlje koji se redovito čisti kako bi se mogli pratiti ilegalni prelasci.
Prijedlozi su provedeni tek u rujnu 2014., kada je irački građanski rat eskalirao nakon uspona Islamske države Iraka i Levanta. ISIL-ova okupacija većeg dijela zapadnog Iraka dala mu je značajnu kopnenu granicu sa Saudijskom Arabijom na jugu, a barijera je namijenjena sprječavanju ulaska militanata ISIL-a u Saudijsku Arabiju. Barijera se sastoji od višeslojne ograde i zida s jarkom. Granična zona uključuje pet slojeva ograde sa 78 nadzornih tornjeva, kamera za noćno osmatranje i radarskih kamera, osam zapovjednih centara, 10 mobilnih nadzornih vozila, 32 centra za brzo djelovanje i tri odreda za brze intervencije. Radovi su završeni uz pomoć Airbusa, europske multinacionalne zrakoplovne korporacije.

## Granični prijelazi
- Arar[15]